# Tindallia magadiensis
Tindallia magadiensis è una specie di batterio appartenente alla famiglia delle Clostridiaceae.